# Haakon Lie
Haakon Lie (22. september 1905 – 25. maj 2009) var en norsk politiker. Lie var sekretær i Arbeidernes Opplysningsforbund 1932-40, og under den tyske besættelse 1940-45 var han bl.a. knyttet til norsk LOs sekretariat i London.